# Liste des albums d'images autocollantes Panini
 (février 2011).
Si vous disposez d'ouvrages ou d'articles de référence ou si vous connaissez des sites web de qualité traitant du thème abordé ici, merci de compléter l'article en donnant les références utiles à sa vérifiabilité et en les liant à la section « Notes et références ».
Panini est une maison d'édition italienne qui a édité plusieurs albums d'images autocollantes à collectionner. Concernant les séries animées, le sport, ainsi que plusieurs autres sujets.

## 1970
- Tous les animaux (Éditeurs : Jeunesse Collections + Éditions de la Tour et Panini)[1]
- Folklore[2]

## 1971
- Sprint 71[3]
- Mexico 70[4]

## 1972
- L'Histoire de l'automobile
- Les Aventures de Pinocchio[5]
- Moto 2000[6]
- Sprint 72[7]

## 1973
- Sprint 73[8]
- La Conquête de l'Espace[9]
- OK VIP[10]

## 1974
- Munchen 74
- Super zoo
- Animaux préhistoriques
- Sport vedettes
- Hit collection (mini posters)[11]
- Sprint 74

## 1975
- Football clubs
- Super Motos

## 1976
- Barbie
- Euro 1976 (Croatia)
- Football 76
- Les 12 travaux d'Astérix
- L'Île aux enfants, Casimir
- Sandokan
- UFO

## 1977
- Barbie
- Les Aventures de Bernard et Bianca
- Football 77
- Super Auto

## 1978
- Argentina 78
- Big Jim
- Euro 78
- Mickey Story
- Garfield
- Candy Candy
- Goldorak

## 1979
- Le livre de la jungle
- Moto sport
- Tarzan
- Sprint 79

## 1980
- Les Aventures électriques de Zeltron
- Sarah Kay, je t'aime bien
- Les 101 dalmatiens
- Les Aventures de Plume d’Élan
- Goofy Olympique
- Euro 1980 (Italy)

## 1981
- Rox et Rouky
- L'Histoire de France
- Flash Gordon
- Capitaine Flam
- Football 81
- Pinocchio

## 1982
- Espana 82
- Sport superstars
- Les Schtroumpfs
- Ulysse 31
- E.T. l'extra-terrestre

## 1983
- Blanche neige et les sept nains

## 1984
- Euro 1984 (France)
- Albator 84
- Donald Story
- Holly Hobbie
- Les Maîtres de l'univers
- X-Or

## 1985
- Cobra
- Les Bisounours
- Pac-Man

## 1986
- Mexico 86
- Les Chevaliers du zodiaque
- Juliette je t'aime
- Tic et Tac les rangers du risque
- Jayce et les conquérants de la lumière
- MASK
- Rambo
- Snorky
- The Transformer
- Basil, détective privé

## 1987
- GI Joe
- Alfred J. Kwak
- Bravestarr
- Cosmocats
- Ghostbusters
- Jem et les Hologrammes
- Lady Oscar
- Les Petits Malins
- Les Popples
- She-Ra, la princesse du pouvoir
- Signé Cat's eye

## 1988
- Denver, le dernier dinosaure
- Oliver et Compagnie
- Olive et Tom
- WWF Animaux à sauver
- WWF Nature en danger
- Foofur
- Galaxy Rangers
- Muppet Babies
- Pollyanna
- Euro 1988 (Germany)

## 1989
- Bibifoc
- But pour Rudy
- Jeanne et Serge
- Juliette je t'aime
- Pif et Hercule
- The real Ghostbuster-S.O.S. Fantôme

## 1990
- ITALIA 90
- COPS et truands
- Le livre de la jungle
- Malicieuse Kiki
- Tintin
- Tom et Jerry
- Tortues Ninja

## 1991
- BEVERLY HILLS 90210
- Beetlejuice
- Les Fruittis
- Lucky Luke
- Peter Pan
- Théo ou la batte magique
- Toxic Crusader

## 1992
- Foot 92
- Animaux Préhistoriques
- Hélène et les Garçons
- La Belle et la Bête
- Mumins
- Widget
- Euro 1992 (Sweden)

## 1993
- Aladin
- Barbie
- Foot 93
- Les aventures de T-Rex
- Michel Vaillant
- Myster Mask
- Super Baloo

## 1994
- USA 94
- Foot 1994
- Astérix
- La petite sirène
- Sailor Moon
- X-Men
- Nintendo Les jeux [12]

## 1995
- Le Roi lion
- WWF World Wrestling Federation (Allemagne)
- Spirou
- Pocahontas
- Astérix et les indiens en Amérique
- La Belle au bois dormant
- Le Fantôme 2040
- Le Père Castor raconte
- The Tick
- Tortues Ninja

## 1996
- Le Bossu de Notre-Dame
- Foot 96
- Gargoyles, les anges de la nuit
- Highlander, le dessin animé
- Ranma 1/2
- Euro 1996 (England)

## 1997
- Animaniacs
- Batman, la série animée
- Superman
- Winnie l'ourson

## 1998
- France 98
- Double Dragon
- Sissi
- Le Trésor de Fort Boyard[13]

## 1999
- Doug
- Monster Rancher
- The Simpson

## 2000
- The Simpson 2e album
- Euro 2000 (Belgium-Nederland)

## 2001
- Les Razmoket

## 2002
- South Korea-Japan 2002
- Lilo et Stitch
- Medarot
- The Simpson 3e album

## 2003
- Magical Doremi
- Shinchan
- The Simpson 4e album

## 2004
- Dora l'exploratrice
- Gundam mobile suit
- Heidi
- Kid Paddle
- Euro 2004 (Portugal)

## 2005
- Code Lyoko
- Winx club

## 2006
- Germany 2006.
- Les Schtroumpfs.
- Sonic X.
- Winx.
- Witch - Le Futur en Poche (W.i.t.c.h.)

## 2007
- Jonny Quest
- Kim Possible
- Shinchan
- Les Simpson guide de survie scolaire
- Totally Spies-Mission Time
- Winnie l'ourson
- Winx Club - Nouvelles Magies Scintillantes
- Winx Club - Poudre de Fée !

## 2008
- Naruto, Battle of Ninja
- Pixie
- Scooby-Doo
- Scooby-Doo, word Tour
- Sergent Keroro
- Winx mode et magie
- Winx Club - Movie - Le Secret du Royaume Perdu
- Euro 2008 (Austria-Switzerland)

## 2009
- Playhouse Disney
- Transformers

## 2010
- South Africa 2010
- Holly Hobbie
- La Fée Clochette. Une vie de fée
- Playhouse Disney 2

## 2011
- Germany 2011 FIFA Women's World Cup
- Disney Monde magique (Carrefour)
- Kid Paddle
- Les Aventures de Tom et Jerry
- Yu-Gi-Oh ! 5DS

## 2014
- Brasil 2014[14]

## 2015
- FIFA Women's World Cup Canada 2015

## 2016
- Euro 2016 France
- Le Monde de Batman

## 2017
- UEFA Women's Euro 2017 The Netherlands

## 2018
- FIFA World Cup Russia 2018

## 2019
- FIFA Women's World Cup France 2019

## 2021
- UEFA Euro 2020 Tournament Edition

## 2022
- UEFA Women's Euro 2022 England
- FIFA World Cup Qatar 2022